# Virgin (음반)
《Virgin》은 뉴질랜드의 싱어송라이터 로드의 네 번째 정규 앨범으로, 2021년작 《Solar Power》 이후 4년 만에 발표되는 정규 앨범이다. 이 앨범은 2025년 6월 27일, 유니버설 뮤직 뉴질랜드와 리퍼블릭 레코드를 통해 발매되었다. 선공개 싱글로는 〈What Was That〉, 〈Man of the Year〉, 〈Hammer〉가 있으며, 발매 후에는 Ultrasound World Tour를 통해 앨범 홍보가 이어질 예정이다.

## 배경 및 홍보
2021년에 세 번째 정규 앨범 《Solar Power》를 발매한 이후, 로드는 간헐적으로 녹음실에 있다는 소식이나 힌트를 전하곤 했다. 2023년 2월, 그녀는 《Ensemble》 매거진과의 인터뷰에서 네 번째 정규 앨범 작업을 시작했음을 확인하며, 복귀까지는 오랜 시간이 걸릴 것이라고 인정했다. 2024년 7월에는 인스타그램 스토리에 신곡의 짧은 클립을 공유했다. 다음 달에는 미국 뮤지션 짐-이 스택과 이번 앨범을 위해 협업했다는 사실이 확인되었다.
2025년 4월 24일, 로드는 약 4년 만에 솔로 아티스트로서 발표한 첫 싱글 〈What Was That〉을 공개했다. 이 곡은 당시 미공개였던 그녀의 네 번째 앨범의 리드 싱글로 기능했다. 뉴욕 시에서 촬영된 뮤직비디오에는 워싱턴 스퀘어 파크에서의 깜짝 공연 장면이 포함되어 있다. 로드는 4월 30일, 본인의 소셜 미디어를 통해 11곡으로 구성된 앨범 《Virgin》의 발매를 공식 발표하며, 참여진과 발매 일정 등 세부 정보를 공개했다. 《Virgin》의 발표 및 발매는 그녀의 이전 정규 앨범인 《Pure Heroine》(2013), 《Melodrama》(2017), 《Solar Power》(2021)와 동일하게 4년 간격으로 이루어진 점에서 "역사적인" 주기를 따른 것으로 평가받는다.
로드는 이번 앨범을 짐이 스택과 공동 프로듀싱했으며, 데브 하인스, 댄 니그로, 파비아나 팔라디노, 앤드류 에이즈드, 버디 로스가 작곡 및 추가 프로덕션에 참여했다. 믹싱은 스파이크 스텐트와 톰 엘머스트가 맡았고, 마스터링은 크리스 기어링거가 담당했다.
앨범 커버는 벨트 버클, 바지 지퍼, 자궁 내 장치(IUD)가 보이는 골반의 엑스레이 이미지를 담고 있다. 로드는 성명을 통해 해당 커버가 이번 시대를 상징하는 '푸른색'을 "명확히" 전달하며, "완전한 투명성"을 추구하는 의도를 담고 있다고 밝혔다. 《Virgin》은 그녀가 "날것이면서도 원초적이고, 순수하며 우아하고, 열린 마음과 영성, 그리고 남성성"이 공존하는 자신의 여성성을 반영한 "기록"을 만들기 위해 시도한 작품이라고 설명했다.

## 곡 목록
| #            | 제목                        | 작사·작곡 | 프로듀서                       | 재생 시간 |
| ------------ | --------------------------- | --- | ------------------------------ | --------- |
| 1.           | 〈Hammer〉                  | Ella Marija Lani Yelich-O'Connor James Harmon Stack                                                             | Lorde Jim E-Stack              | 3:13      |
| 2.           | 〈What Was That〉           | Yelich-O'Connor Stack                                                                                           | Lorde Jim-E Stack Daniel Nigro | 3:29      |
| 3.           | 〈Shapeshifter〉            | Yelich-O'Connor Stack Andrew Aged                                                                               |                                | 4:17      |
| 4.           | 〈Man of the Year〉         | Yelich-O'Connor Stack                                                                                           | Lorde Jim E-Stack              | 3:00      |
| 5.           | 〈Favourite Daughter〉      | Yelich-O'Connor Stack                                                                                           |                                | 3:28      |
| 6.           | 〈Current Affairs〉         | Yelich-O'Connor Fabiana Palladino Louis Anthony Grandison Craig Harrisingh David Harrisingh                     |                                | 3:18      |
| 7.           | 〈Clearblue〉               | Yelich-O'Connor Stack                                                                                           |                                | 1:57      |
| 8.           | 〈GRWM〉                    | Yelich-O'Connor Stack                                                                                           |                                | 2:35      |
| 9.           | 〈Broken Glass〉            | Yelich-O'Connor Stack Nigro                                                                                     |                                | 3:14      |
| 10.          | 〈If She Could See Me Now〉 | Yelich-O'Connor Palladino Stack William DiSerafino Ronald Ray Bryant Francisco Javier Bautista Jr. Nathan Perez |                                | 2:56      |
| 11.          | 〈David〉                   | Yelich-O'Connor Stack                                                                                           |                                | 3:24      |
| 총 재생 시간 | 총 재생 시간                | 총 재생 시간 | 총 재생 시간                   | 34:51     |

### 참조
- 〈If She Could See Me Now〉에는 베이비 배시와 [[[프랭키 J]]가 작곡 및 공연한 〈Suga Suga〉가 샘플링되었다.

## 발매 역사
| 지역 | 날짜            | 포맷                           | 레이블                 | 각주   |
| ---- | --------------- | ------------------------------ | ---------------------- | ------ |
| 다양 | 2025년 6월 27일 | CD LP 디지털 다운로드 스트리밍 | 유니버설 뮤직 뉴질랜드 | [ 12 ] |